# داگلاس هریمن کندی
داگلاس هریمن کندی (انگلیسی: Douglas Harriman Kennedy؛ زادهٔ ۲۴ مارس ۱۹۶۷) روزنامه‌نگار اهل ایالات متحده آمریکا است.
او دهمین فرزند رابرت اف. کندی و اتل کندی است که به افتخار ویلیام آورل هریمن، دوست خانوادگی و فرماندار سابق نیویورک نامگذاری شده است.